# Шаља (племе)
Шаља је малисорско племе и регија у северној Албанији, у долини реке Шаља, у области Доњи Дукађин (Доњи Пилот). Племе се први пут спомиње 1634. године, а усмена традиција и археологија потврђују да су се њихови преци емигрирали у долину. Крајем 19. века племе је било католичко и имало је 3.000 припадника. Данас потомака Шаљања има свуда по Косову.

## Етимологија
Према речима албанолога Роберта Елсија, њихово име потиче од албанске речи shalës(inë), што у преводу значи "неплодно земљиште". Име Шаља се први пут спомиње на италијанском језику 1634. године као Скиала. Према легенди Шаљани имали су заједничког претка са Шошима и Мирдитама (од три брата потичу, један је имао седло (алб. shalë), други је имао сито (алб. shoshë), а трећи, који није имао ништа, желео је да са својом браћом има добар дан (алб. mirëdita)).

## Географија
Племе се налази у северној Албанији, у долини реке Шаље, северно од реке Дрим и јужно од села Тети, у планинском региону Дукађини, у пограничном појасу између Црне Горе и Албаније.
Племе Шаља је подељено на четири бајрака тј. братства, Тети, Пецај, Лотај и Лекај, или три бајрака: Шаља, Гимај и Тети, а друга два бајрака сматрају себе племенима.
Од последње деценије 18. века, у косовску регију и северозападну Македонију су почеле да се насељују породице из албанских племена, међу којима су у великом броју и Шаљани. Најинтензивнија фаза ове миграције била је између средине 18. века и 1840. године. Ово је довело до поделе многих племена, укључујићи Шаље.
Данас на Косову, Шаљана има у Вучитрну, Митровици и Трепчи у брдовитом пределу под називом Шаљска Бајгора, а Бајгора има 37 насеља. Подељени су у четири братства (алб. vllazni): Гима, Пецај-Пеци, Малети и Лопчи. Шаљана има доста у Истинићу, Горњој Луци, Стрелцу и Улату код Дечана, у Клини и Дреници. Шаљани заједно са Кастратима и Шкријељима који су емигрирали у Ругову су ушли у фис Кељменди.

## Историја

### Порекло
Према легенди предак Шаљана био је Зог Дити, који је имао браћу Марк Дита из Шоша и Мир Дита из Мирдите. Постоје и друге теорије о оснивачу племену. Резултати историјских и археолошких истраживања потврђују предања према којима су се преци Шаљана населили у Шаљу пре неколико векова. Неки извори говоре да су се преци Шаљана досељени у Албанију из регије Кучи (данашња Црна Гора), због чега себе сматрају за Куче. Племе Шаља била је у сукоби са племеном Гаши све до 1879. године, када је султановим наређењем сукоб прекинут. Иван Јастребов је пишући о области Доњи Дукађин (Доњи Пилот) записао и да се племе Шаљани у Доњи Дукађин доселило из села Широка. Предање потврђује и то што породица барјактара носи надимак Лади, а са истим надимком постоји и у доба Јастребова, породица у Широки - Владан (словенско име). Племе Шаља је настало од четворице браће који су се првобитно ту населили. Племе је и састављено од четири братства.

### Османски период
За време касног османског периода, племе Шаља је било искључиво католичко и било је познато албанско племе. Племе Шаља тврди да има четири барјактара.
Након младотурске револуције 1908. године и касније обнове османског устава, племе Шаља је дало бесу да ће да подржи устав и неће бити крвне освете између њих и осталих племена до 6. новембра.
Године 1910. заједно са осталим албанским племенима, Шаље су се прикључиле албанској побуни 1910. године, а борба између и османлијских снага на челу са Шевкет Тургут-пашом који је покушавао да стигне до Скадра била је жестока.
Током албанског устанка 23. јуна 1911. године албанска племена и други револуционари окупили су се у Црној Гори и израдили меморандум Гече који је захтевао да Албанци имају социополитичка и језичка права, меморандум су потписали двојица Шаљана. У каснији преговорима са Османлијама, амнестија је додељена племенима са обећањима османске владе да ће изградити једну до две основне школе у нахији Шаља и исплатити зараде наставницима који ћем бити додељени.

### Независна Албанија
Године 1913. племе Шаља се придружила црногорским снагама током опсаде Скадра. Када су их црногорске снаге почеле разоружати након што су освојили град, Шаљани су се побунили.
Године 1918. аустроугарски попис је забележио 431 домаћинства и 2.512 становника, који су насељавали околину Абата, лекаја, Лотаја, Ненмаврика, Никаја, Печаја и Техе.
Године 1926. племе Шаља и Шоши су се поново побуниле, али су ову побуну угасили жандарми на чијем је челу био Мухарем Бајрактари и борци из Дибре и Мата. После Другог светског рата, комунисти су присиљавали националистичке снаге Албаније да се повуку у Шаљу, коју су контролисали током 1945. и 1946. године.

## Економија
Чланови племена Шаља су били врло вешти у наводњавању. Бранислав Нушић је забележио да је Шаља једно од најсиромашнијих племена у Албанији, са изузетком од око 400 породица које су живеле у селу Истинић, код Дечана и осталим деловима Косова.

## Религија и обичаји
Свети покровитељ племена Шаље је свети Јован Еванђелист, којег прослављају 27. децембра. Вероисповест племена била је католичка, док је племе имало 3.000 припадника крајем 19. века. Потомци Шаљана на Косову су данас углавном муслимани. У Шаљи, Никају и Мерути су постојали обичаји који су постали закон. Дечак од 12 година почиње носити пиштољ, а у другим местима са 15 година, а друго оружје са 17 година. У Доњем Пилоту се у доба Јастребова није могло видети мушкарца (како млађег тако и старијег) без пушке, а без пиштоља ни трена. При рату пола мушкараца иде у рат, а пола остаје код куће.

## Познати
- Иса Бољетини - албански револуционар и националиста
- Абдурахман Шаља - глумац
- Ндок Ђељоши - албански официр
- Мехмет Шпенди - герилац.

## Галерија
- Мушкарац из Шаље.
- Млади ратници из племена Шаља
- Стари гуслар из Шаље